# ナッシュビルの戦い
ナッシュビルの戦い（ナッシュビルのたたかい、英:Battle of Nashville）は南北戦争の大規模な戦いが続いた西部戦線の終わりを告げるフランクリン・ナッシュビル方面作戦の2日間にわたる戦いである。1864年12月15日から12月16日に、テネシー州ナッシュビルで戦われ、南北戦争の北軍による最大の勝利の一つになった。この時まで南軍では2番目に大きな軍隊だったテネシー軍は実質的に破壊され二度と戦うことはできなかった。

## 背景
11月30日の第二次フランクリンの戦いに続いて、北軍ジョン・マカリスター・スコフィールド少将の部隊はテネシー州フランクリンを離れ、ジョージ・ヘンリー・トーマス少将の指揮するカンバーランド軍と共にナッシュビルの防御工作物の中に集結した。トーマスは「チカマウガの岩」と渾名され、約55,000名に及ぶ全軍を指揮した。
北軍の防御戦はフランクリンのものと全く似ていた。ナッシュビルの東西に南を向いた半径1マイル (1.6 km)の半円を描いて取り巻いており、北はカンバーランド川に接していた。この前線の時計回りに、ジェイムズ・スティードマンの師団が左翼、スコフィールドの第23軍団、トマス・J・ウッド准将の第4軍団およびアンドリュー・J・スミス少将の第16軍団が並んだ。ジェイムズ・H・ウィルソン准将の騎兵軍団は川の直ぐ北に駐屯した。
南軍ジョン・ベル・フッド中将のテネシー軍は12月2日にナッシュビル市の南に到着し、市内にいる北軍に向かい合って着陣した。フッド軍は北軍の防御が施された陣地を攻撃できるだけの兵力ではなかったので、防御の姿勢を選んだ。フランクリンで行った自殺的攻撃を繰り返すよりは塹壕に篭って待ち、トーマスが攻撃してくることを期待した。そうすれば、トーマス軍が南軍の塹壕線を襲った後で、反撃してナッシュビルを占領できると考えた（これがうまく行けば、フッドが以前から目指していたように中部テネシーやケンタッキー州で新たに徴兵できて、カンバーランド峡谷に押し進み、ピーターズバーグで包囲されているロバート・E・リーの軍隊を救出できるとみていた）。
南軍の前線は北軍の前線の南東に偏って面していた（スティードマン隊とスコフィールド隊と対峙）。右翼から左翼に、ベンジャミン・F・チーザム、スティブン・D・リーおよびアレクサンダー・P・スチュワート各少将の軍団が並んだ。ネイサン・ベッドフォード・フォレスト少将の騎兵隊は市の南西に離れていた。
トーマスの軍隊の方が大きな勢力だったがフッド軍を甘く見ることはできなかった。南軍はフランクリンで痛打を蒙ってはいたが、テネシー軍の存在そのものとその操軍能力は依然として脅威だった。トーマスは攻撃しなければならないことが分かっていたが、慎重に構えた。特に精力的で若いジェイムズ・H・ウィルソン准将の騎兵隊の装備に注意を払った。
トーマスが動き出すまでに2週間を要したために、エイブラハム・リンカーン大統領とユリシーズ・グラント中将は、フッドが北部侵攻の備えをしていると予測して大変心配になった。グラントは後にこの時の状況について、「私がフッドならば、ルイビルに進んで、さらには遠く北のシカゴまで行ったろう」と言った。リンカーンはのんびりした将軍に我慢ができず、この状況を「これは何もせずに南軍にこの国を襲わせるままにするマクレランやローズクランズの戦略に似ている」と述べた。グラントはトーマスに行動するよう圧力を掛けたが、激しい氷のような嵐が12月8日に襲い、両軍とも要塞化もできなかった。数日後、グラントはフッドがトーマスの手をすり抜けてしまうと考え、副官を送ってトーマスを指揮官から解任しようとした。12月13日、ジョン・A・ローガン少将がナッシュビルに向かい、そこへ到着した時にトーマスが行動していなければ指揮を代わるように指示した。ローガンは12月15日までにケンタッキー州ルイビルまで進んだが、その日にナッシュビルの戦いが遂に始まっていた。

## 戦闘
トーマスは遂に12月15日、その要塞から攻撃のためにでてきた。しかしその前にフッドは恐ろしい誤りを犯していた。12月5日、そのネイサン・ベッドフォード・フォレストが指揮する騎兵隊の大半を送り出してマーフリーズバラの北軍守備隊を攻撃させた。このことでフッドの弱かった軍隊がさらに弱くなった。12月15日に北軍が動き出したときは49,000名の軍勢であり、南軍は31,000名に過ぎなかった。
トーマスは南軍を2段階で叩く作戦であり、最初のものは実は二次的なもので、南軍の右翼側面をスティードマン隊で攻撃するものだった。主力は南軍の左翼をスミス、ウッドおよびエドワード・ハッチ准将（下馬した騎兵旅団を指揮）の部隊で攻撃する考えだった。スティードマン隊午前6時に攻撃し、南軍の右翼チーザム隊をその日の間縛り付けておくこととされた。
主力部隊は夜明けに進発し、左回転してヒルズバラ・パイクに平行した線に進んだ。正午までにパイクまで到着し、ウッド隊が南軍前線の中央に近いモンゴメリーヒルの前哨基地への攻撃を準備した。フッドはその左翼への脅威を心配するようになり、リーにスチュワート隊に援軍を送るよう命じた。ウッド軍団はサミュエル・ビーティ准将師団の勇敢な突撃でモンゴメリーヒルを占領した。
午後1時頃、フッド軍の前線にはスチュワート隊の前に突出部があった。トーマスはウッドにこの突出部を攻撃するよう命令し、スコフィールドとウィルソンに支援させた。午後1時半までに、スチュワートのパイクに沿った陣地は維持できなくなり、攻撃側が圧倒した。スチュワート軍団が崩れ、グラニーホワイト・ターンパイクの方に撤退を始めた。しかし、フッドは夜に向かってその兵を再結集することができ、翌日の戦闘に備えられた。ウィルソンの北軍騎兵隊は、その騎兵の多くが下馬した歩兵として攻撃に加わっていたために南軍のターンパイク上での動きを邪魔するだけの戦力を投入できなかった。疲れきった南軍兵は夜の間塹壕に閉じこもって北軍の到着を待った。ブレントウッドヒルズの新しい前線はシャイズヒルからオバートンヒルに伸びており、南軍にとっては2つの主要退却路であるグラニーホワイト・パイクとフランクリン・パイクに掛かっていた。フッドは右手にいたチーザム軍団から部隊を左手の補強に動かした。
初日の戦いは北軍が南軍に対して持っていた戦力の優勢をそのまま使った単純な形だった。例えば、南軍の戦略的前哨基地は148名の兵士と4門大砲で予想以上に抵抗したが、北軍は28門の大砲と7,000名の兵士を編成して攻撃を掛けた。
12月16日は北軍がフッドの新しい防御線に対する配置に就くために午前の大半を使った。トーマスは2段階の攻撃を考えたが、実際にはフッド軍の左翼に集中した。スコフィールドはチーザム隊を後退させ、ウィルソンの騎兵隊は南軍の後方に回りこんで、フッド軍にとって唯一残された撤退路であるフランクリン・パイクを塞いだ。正午、ウッドとスティードマンの部隊がオバートンヒルのリー隊を攻撃したが成功しなかった。左翼ではウィルソンの下馬した騎兵が前線に圧力を掛け続けた。
午後4時、スカイヒルのチーザム隊が3方からの攻撃を受けて崩壊し後方に逃げ出した。ウッドはこの機会を捉えてオバートンヒルのリー隊に対する攻撃を再開し、この時は勢いが勝った。暗闇が訪れ、激しい雨が降り出した。フッドは残兵を集め南のフランクリンに向けて撤退した。

## 戦闘の後
ナッシュビルの戦いは南北戦争の北軍にとって最大の圧倒的勝利の一つになった。南軍では2番目に大きな軍隊だった手強いテネシー軍は実質的に破壊され二度と戦うことはできなくなった。フッド軍は30,000名以上の勢力でテネシー州に入ったが、10,000名足らずとなってテネシーを離れた。フッドは勢力的に大きく負けてはいたが、勝利のために打ってつけのときにその勢力を集中できたトーマスの統率力によって打ち負かされた。例えば、転回点となった南軍左翼のシャイズヒルでは、40,000名の北軍兵が5,000名の南軍兵を攻撃して壊走させ、この戦争でも最悪の敗北を与えた。
北軍はフッド軍の追撃に移った。雨が南軍にとっては幸いとなり、北軍騎兵隊の追撃を遅らせ、フォレスト隊が12月18日にフッド軍に合流して退却する軍隊を遮蔽した。この追撃は、打ちのめされたテネシー軍が12月25日にテネシー川を再度渉って戻るまで続いた。フォレストはクリスマスイブのアンソニーヒルの戦いで追撃するウィルソンの騎兵隊を撃退した。
ナッシュビルの戦いで事実上テネシー軍はその行動を止められた。歴史家のデイビッド・アイヒャーは「もしフッドがフランクリンでその軍隊に致命傷を負ったとすれば、2週間後のナッシュビルで殺していたことだろう」と表現した。フッドはその部下や兵士達の総崩れを非難したものの、フッド自身の軍歴も終わった。フッドは軍隊を連れてミシシッピ州テューペロに戻り、1865年1月13日には指揮官職を辞任し、その後野戦指揮官の任務を与えられることは無かった。

## 戦場跡
ナッシュビルの戦場は南北戦争の中でも広大で、ナッシュビル南部および西部のほとんどを占めている。現在のグリーン・ヒルズ、フォレスト・ヒルズ、オーク・ヒル、リプスコム、ブレントウッドの辺りが当時戦場の中心であった。
20世紀初頭、ナッシュビルに国立戦場跡地の設立が検討された。北部に完敗した南部の住民である有力者たちはこの計画に興味がなく、支持者が少なかったために頓挫した。そのためジョージア州アトランタなどのようにナッシュビルの戦場跡はほとんど残されておらず、1864年の出来事を解説しようという国、州あるいは市の公園や博物館も無い。しかしながらこの戦闘は記憶され、ネグリー砦、トラベラーズレスト・プランテーション、テネシー州博物館および多くの道端の歴史標識で戦場跡を伝えている。

### 戦場記念碑
第一次世界大戦から数年後の1927年、ナッシュビルの戦い記念碑は婦人戦場協会に委任された彫刻家のジュセッペ・モレッティにより建造された。この記念碑は北軍南軍両軍の兵士たちの栄誉を称え、国家を祝福するものである。1974年、竜巻で大きな被害を受け、1980年代には州間高速道路の建設のため敷地が狭まり、65号線と440号線の大規模なインターチェンジを見下ろす形になった。1999年、この記念碑はグラニー・ホワイト通りとクリフトン通りの交差点にあるナッシュビル戦場跡公園に移転された。

#### ミネソタ記念碑
1920年、ミネソタ州がナッシュビル国立墓地に、ここに埋葬されたミネソタ州兵士の栄誉を称えるための巨大な記念碑を建立した。ミネソタ州は南北戦争の戦闘の中でもナッシュビルの戦いにおいて最も多い死者を出した。

#### 合衆国有色軍記念碑
2006年、有志の市民団体がナッシュビル国立墓地に、ここに埋葬されたアメリカ合衆国有色軍の栄誉を称えるための記念碑を建立した。ここに埋葬された兵士の多くがナッシュビルの戦いで亡くなった。

#### シャイズ・ヒル記念碑
ナッシュビルの戦い保存会によりシャイズ・ヒル周辺で戦った両軍の栄誉を称えた記念碑が建立された。アメリカ合衆国旗、南軍旗、ミネソタ州旗の3つの旗が掲げられている。
2014年11月16日、ミネソタ南北戦争記念部隊とナッシュビルの戦い保存会によりナッシュビルの戦いに参加したミネソタ連隊の栄誉を称え、坂に道標が設置された.。

### 歴史的邸宅および建造物
- ベル・ミード・プランテーション: 南軍のジェイムス・チャーマーズ将軍の本部となった。前庭で小規模な戦闘が行なわれ、邸宅前の柱に銃痕が残っている。
- ベルモント・マンション: 北軍のトーマス・ウッズ将軍の本部となった。ベルモント給水塔が信号場となっていた。
- トラベラーズ・レスト: テネシー軍の本部となった。
- サニーサイド: 12番通り南の北軍と南軍の間に位置した南北戦争時代の邸宅。ナッシュビルの戦い初日から野外病院として使用された。現在シヴィア公園の中にあり、修復されないままナッシュビル都市圏歴史委員会の本部となっている。
- グレン・リヴァン: フランクリン通りにある1857年に建てられたグリーク・リヴァイヴァル様式の邸宅。ナッシュビルの戦いの戦中戦後に北軍の野外病院として使用された。2007年、トンプソン一家によりこの邸宅を含む65エーカーの土地がテネシー土地信託に寄贈された。特別イベント以外で一般に公開されていない[8]。
- ダウンタウン長老派教会: 戦後野外病院として使用された。
- ナッシュビル公園緑地管理委員会
- フォート・ネグリー: 1862年から1863年に北軍政府に強く感化されたアフリカ系アメリカ人より建てられた岩の要塞。銃が設置され、ナッシュビルの戦いで最初の砲火がここで行なわれた[9]。この砦は荒廃したが、当時の様子をほぼ正確に表現している[10]。
- ナッシュビル市立墓地: ナッシュビルの戦いで亡くなった多くの北軍兵と数名の南軍兵が埋葬された。
- ケリーズ・ポイント: シャーロット通り近くのロウズ裏にあるカンバーランド川沿いの緑に囲まれた短い遊歩道は、当時南軍の砲列であった。銃の擁壁の形跡が所々残っている[11]。

### 私営の歴史的地区
- グランバリーズ・ルネット: 南軍退役軍人子孫会のジョセフ・E・ジョンストン会が所有している。ポーク通り190番地に位置する。ナッシュビルの戦い初日、南軍が北軍を撃退した場所。1900年代、鉄道建設により多くが破壊され、一部が残るのみである[12]。
- 第1要塞: ナッシュビルの戦い保存会が所有している。ナッシュビルの戦い初日、北軍の第4軍団と第16軍団の部隊により占拠された。グリーン・ヒルズのベナム通りに位置している。当時の盛土を見ることができる[13]。
- 第4要塞: ナッシュビルの戦い保存会がこの要塞の遺跡の地役権を所有している。グリーン・ヒルズのアボット・マーティン通り南のアボッツフォードに位置している。1950年代、アボット・マーティン通りとホブス通りの間で住宅地開発が行なわれたため要塞の遺跡は破壊された。
- シャイズ・ヒル: ナッシュビルの戦い保存会が所有している。ベントン・スミス通りから入ったバッテリー通りに位置している。ナッシュビルの戦い2日目、南軍はここで大敗した。1950年代頃、給水塔が建てられた(現存しない)ため盛土は破壊された。東に南軍前線があり、南の坂を見ることができる[14]。
- オリヴェット山墓地: ナッシュビル婦人記念会が管理している。ナッシュビルの戦いで重傷を負ったり、亡くなった南軍兵は戦場墓地や1868年に創立した市立墓地から移動され、オリヴェット山墓地に埋葬しなおされた。1889年、大きな記念碑が建立された。

### ドライビング・ツアー
ナッシュビルの戦い保存会によるセルフ・ガイドのドライビング・ツアーのパンフレットがダウンロードできる.。またナッシュビルの戦い保存会によるガイド・ツアーが有料で行なわれている。